# Xenaspoides cyaneus
Xenaspoides cyaneus är en tvåvingeart som beskrevs av Frey 1930. Xenaspoides cyaneus ingår i släktet Xenaspoides och familjen bredmunsflugor. Inga underarter finns listade i Catalogue of Life.